# Шипунов, Аркадий Георгиевич
Аркадий Георгиевич Шипунов (7 ноября 1927, Ливны, Орловская губерния — 25 апреля 2013, Тула) — советский конструктор, разработчик автоматического стрелково-пушечного вооружения авиационного, морского и наземного базирования, доктор технических наук (1973), профессор (1975), член-корреспондент АН СССР (с 1984 года), академик РАН (с 1991 года). Герой Социалистического Труда (1979), лауреат Ленинской, трижды Государственной премии СССР и дважды Государственной премии Российской Федерации.

## Биография

### Ранние годы
Родился 7 ноября 1927 года в городе Ливны Орловской области.
В 1950 году с отличием окончил машиностроительный факультет Тульского механического института по специальности «Стрелковые и артиллерийские системы и установки».

### Научная и инженерная деятельность
Трудовую деятельность начал в 1950 году в НИИ-61 (позднее — ЦНИИточмаш) в городе Климовске Московской области, где за 11 лет прошёл путь от инженера до заместителя главного инженера.
В 1955 году защитил диссертацию на соискание учёной степени кандидата технических наук.
В 1962 году стал руководителем и генеральным конструктором ЦКБ-14, в дальнейшем преобразованного в государственное унитарное предприятие «Конструкторское бюро приборостроения» в городе Тула, которое возглавлял до 2006 года. В сложные 1990-е годы благодаря авторитету, технической эрудиции и деловым качествам А. Г. Шипунова КБП удалось получить от Объединённых Арабских Эмиратов финансирование на разработку зенитного ракетно-пушечного комплекса «Панцирь». Заказ позволил не только сохранить головное предприятие и десятки смежников, но и придать мощный импульс для их дальнейшего развития. Совместно с В. П. Грязевым Шипунов разработал также семейство вооружения «ГШ» (автоматические пушки ГШ-23 и семейство ГШ-30, пистолет ГШ-18), противотанковые ракетные комплексы (ПТРК) «Фагот», «Конкурс», «Корнет», «Метис» и др.
А. Г. Шипунов академик Российской академии наук (1991), доктор технических наук, действительный член общественных академий: РИА (1993), РАРАН (1994).

### Смерть
25 апреля 2013 года Аркадий Георгиевич Шипунов скончался на 86-м году жизни. Он похоронен 29 апреля 2013 года на Троекуровском кладбище в Москве рядом с женой.

## Память
- Тульское Конструкторское бюро приборостроения носит имя Аркадия Шипунова
- В Туле, на площади перед Конструкторским бюро приборостроения, которое долгие годы возглавлял учёный, 1 октября 2017 года ему открыт памятник[5]
- В Туле есть улица, названная в честь Аркадия Шипунова
- На доме 7 по ул. Первомайской в г. Туле, где жил Шипунов, установлена мемориальная доска
- На родине конструктора в городе Ливны в день его рождения 7 ноября 2017 открыли бюст и назвали новый сквер его именем[6]

Памятник на площади перед КБП в Туле
Мемориальная доска на ул. Первомайской д. 7 в Туле
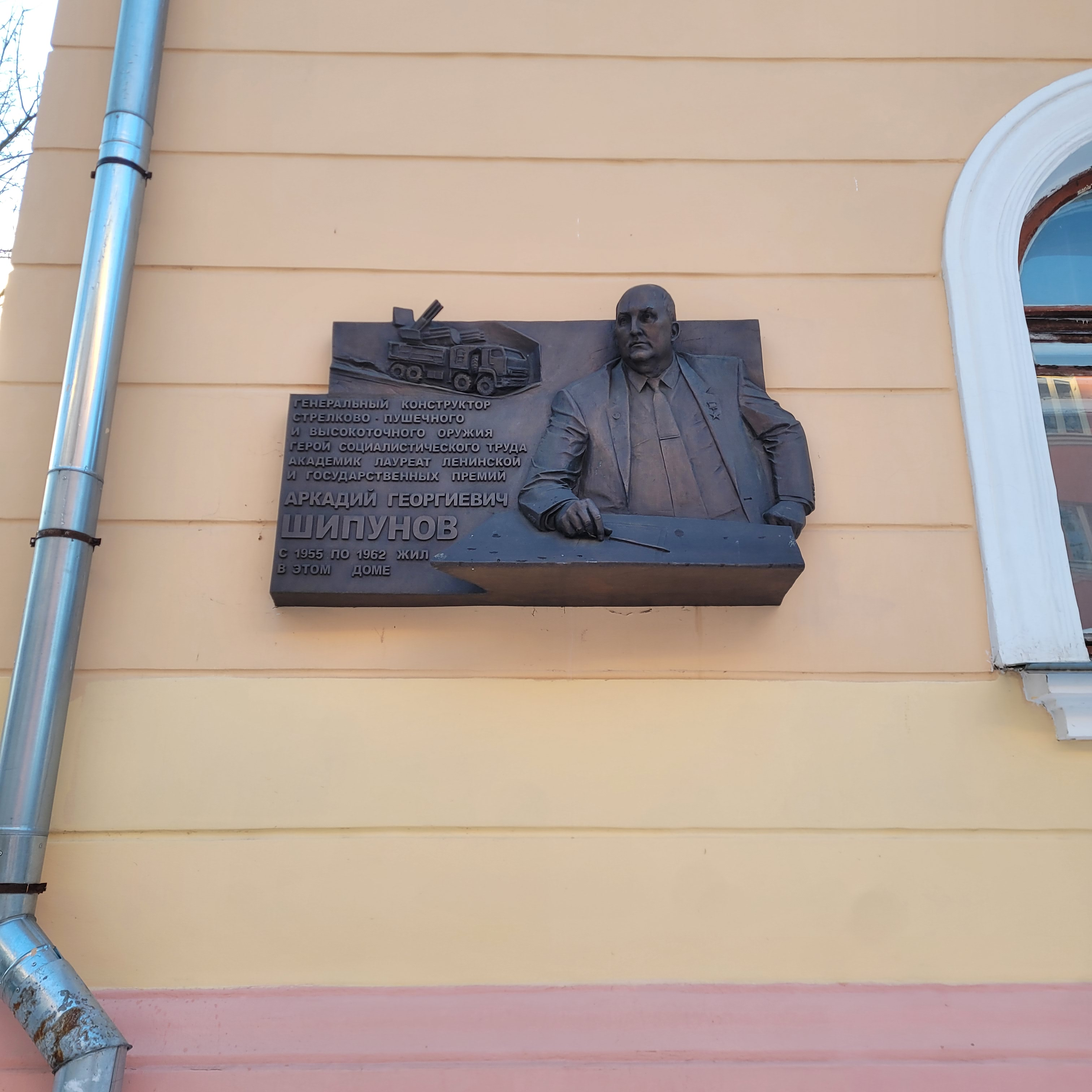
Мемориальная доска в Климовске

## Награды и звания
Государственные награды Российской Федерации и СССР:
- Герой Социалистического Труда (Указ Президиума Верховного Совета СССР («закрытый») от 1979, орден Ленина и медаль «Серп и Молот»)
- Орден «За заслуги перед Отечеством» II степени (28 октября 2002 года)
- Орден «За заслуги перед Отечеством» III степени (7 ноября 1997 года) — за заслуги перед государством, большой личный вклад в создание специальной техники и укрепление обороноспособности страны[7]
- Орден «За заслуги перед Отечеством» IV степени[8]
- Орден Ленина (1984)
- Орден Октябрьской Революции (1971)
- Орден Трудового Красного Знамени (1989)
- Орден «Знак Почёта» (1966)
- Медаль За боевые заслуги (1966)
- Медаль «В ознаменование 100-летия со дня рождения Владимира Ильича Ленина» (1970)
- Медаль Жукова (1996)

Правительственные награды:
- Благодарность Правительства Российской Федерации (19 сентября 2012 года) — за большой вклад в социально-экономическое развитие Тульской области и многолетний добросовестный труд[9]

Премии:
- Лауреат Ленинской премии (1982)
- Лауреат Государственных премий СССР (1968, 1975, 1981)
- Лауреат Государственных премий РФ (1998, 1999)
- Лауреат премии им. С. И. Мосина (1966, 1975, 1981, 1986, 2002)
- Лауреат премии Правительства Российской Федерации в области науки и техники (2005)
- Лауреат премии «Человек года» (2000, 2005)

Звания:
- Почётный гражданин Тулы (14 ноября 1997 года) и Тульской области
- Почётный работник высшего профессионального образования Российской Федерации (2000)

## Цитаты
«Я всегда опирался на Василия Александровича Стародубцева, обопрусь и сейчас».